# 田邊誠
田邊誠（日语：／ Tanabe Makoto ?，1922年2月25日—2015年7月2日），生於日本群馬縣前橋市，日本社會黨籍政治家，曾擔任日本社會黨中央執行委書記長（總書記）、日本社會黨委員長（黨首）。

## 早年
田邊誠1922年2月25日生於群馬縣前橋市，家中從事養老院的經營。田邊誠青年時代曾想進入舊制高等學校學習，但因家中財政困難，只得進入不收取學費的遞信官吏練習所（今日本郵政大學校）學習，畢業後在前橋當地的郵局工作。1943年，田邊應召入伍。田邊在軍中因基督徒身份而受到嚴酷虐待，1945年復員。

## 政治生涯
復原後，田邊熱心於郵政系統的工會運動。1955年，當選群馬縣議會議員。1960年，獲日本社會黨推薦，當選日本眾議員。
田邊誠在社會黨內屬於右派，與江田三郎接近。在擔任日本社會黨國會對策委員長期間，田邊與自民黨籍國會對策委員長金丸信關係良好，構建起兩黨之間的溝通管道。1990年，田邊誠曾與金丸信一同訪問北韓。
1985年，在田邊的推動下，日本社會黨通過了具有歐洲式社會民主主義色彩的新綱領。1991年，田邊就任日本社會黨與委員長（黨首），是自河上丈太郎之後26年裡第一位黨內右派背景的社會黨委員長。但不久以後，因社會黨在1992年參議院選舉中失敗，加之田邊誠的盟友金丸信陷入醜聞危機，導致田邊誠的政治信譽一併受損，田邊誠於1993年1月19日辭任社會黨委員長一職。
1996年，宣佈不再尋求眾議員連任。次年加入舊民主黨，後於民主黨擔任顧問。2015年，去世。享年93歲。